# Ana Đokić
Ana Đokić; cyr. Ана Ђокић; (ur. 9 lutego 1979 w Aranđelovacu w Serbii), czarnogórska piłkarka ręczna, reprezentantka kraju grająca na pozycji obrotowej. Wicemistrzyni olimpijska 2012. Mistrzyni Europy 2012.
Obecnie występuje w macedońskim ŽRK Vardar Skopje.

## Sukcesy

### reprezentacyjne
- Igrzyska Olimpijskie:
  -  2012
- Mistrzostwa Europy:
  -  2012

### klubowe
Mistrzostwa Węgier:
- 2005, 2006, 2008, 2009
- 2004, 2007
- 2003

Puchar Węgier:
- 2005, 2006, 2007, 2008, 2009

Mistrzostwa Chorwacji:
- 2009

Puchar Chorwacji:
- 2009

Mistrzostwa Czarnogóry:
- 2010, 2011, 2012

Puchar Czarnogóry:
- 2010, 2011, 2012

Liga Mistrzyń:
- 2012
- 2014

Puchar EHF:
- 2004, 2005

Puchar Zdobywców Pucharów:
- 2006

Liga Regionalna:
- 2009, 2010, 2011, 2012

Mistrzostwa Rosji:
- 2013

Puchar Rosji:
- 2013